# Бащина
Бащина̀та представлява недвижимото имущество, което се получава и предава по наследство от бащата на синовете.
През Средновековието бащинията на феодалите представлява тяхната пълна собственост и могат да се разпореждат с нея, както желаят. В османското законодателство се означават земите на определени категории рая със специално предназначение – войнуци, доганджии, дервентджии и др.